# Danduten
Die Danduten (altgriechisch: Δανδοῦτοι Dandutoi) waren ein germanisches Volk, das einzig durch Claudius Ptolemaios überliefert ist. Laut Ptolemaois lebten die Danduten südlich der Chasuarii und Nertereani.
Die Leithandschriften der Geographike (2, 11, 22) zeigen neben der obigen besten Form (rezente Forschung) mit anlautendem Δ (D) die Lesart Δαδοῦτοι. Die Handschrift X bietet als einzige eine Version mit anlautendem Λ (L) Λανδοῦτοι. Die Emendation Λανδούδιοι Landoudioi stammt von Otto Cuntz. Theodor Steche hielt Λανδούδιοι für eine entstellte, jedoch für die beste Form aus rekonstruiert *Λανδουιοι. Diese stellte er zum Volksnamen Λανδοí belegten Λανδοí (Landi) und verglich diese mit Lanciones, Langiones. Diese Verbindungen hatte aufgrund der Suffixe -iones bereits Müllenhoff abgelehnt, der beide Namen nach der Handschriftenlage, sowohl bei Ptolemäus und Strabon, als verderbt betrachtete und zudem Λανδούδιοι als „obskur“ bezeichnete.
Rudolf Much brachte eine mögliche Verbesserung Δανδοῦγοι mit gleichem Suffix wie gotisch handugs = „weise“ in die Diskussion ein. Günter Neumann hält dementgegen, dass die überlieferte Endung -ut- im germanischen Wortschatz gut belegt ist wie durch altsächsisch hornut „Hornisse“, hirot „Hirsch“, binut „Binse“ mit germanischem -t-Suffix, das an einen -u-Stamm angetreten ist und an diesen Bildungstyp Dandutoi anzuschließen, so Neumann, möglich ist.
Zur Deutung des Namens wurden nach Neumann verschiedene Versuche unternommen. Unter anderem als Bildung aus (männlichen) Personennamen, die aber nicht der üblichen Bildungsweise germanischer Ethnonymen entspricht, beziehungsweise keine belegbare Basis haben. Much hatte den Wortstamm zu Tand und englisch Dandy stellen wollen als eine Verballhornung und Fremdbenennung, die er später selbst verworfen hat. Eine klare Deutung des Namens ist bisher nicht erfolgt.